# Ryūichi Sakamoto
Ryūichi Sakamoto (坂本 龍一 Sakamoto Ryūichi?,  Tokio, 17 de enero de 1952-Tokio, 28 de marzo de 2023) fue un músico, compositor, productor, pianista, cantante, escritor y actor japonés. Vivió en Tokio y Nueva York. Comenzó su carrera en 1978 como miembro de la banda pionera en la música electrónica Yellow Magic Orchestra (YMO), donde tocó los teclados y ocasionalmente fue vocalista. La banda fue un éxito internacional, con éxitos como Computer Game / Firecracker (1978) y Behind the Mask (1978), escrita y cantada por Sakamoto.
Se encontraba enfocado en su carrera como solista, en la que debutó con el álbum de música fusión experimental The Thousand Knives of Ryūichi Sakamoto (1978); posteriormente publicó el álbum pionero B-2 Unit (1980), que incluye el clásico de la música electro Riot in Lagos. Luego de la separación de YMO en 1983 continuó produciendo más álbumes en solitario, incluyendo colaboraciones con varios artistas internacionales a lo largo de la década de 1990. Comenzó a actuar y a componer música para cine con Merry Christmas Mr. Lawrence (1983), en la que interpretó uno de los personajes principales y realizó la banda sonora de la misma. La canción Forbidden Colours que compuso para el filme se convirtió en éxito a nivel mundial y ganó un premio BAFTA por la banda sonora del filme. Después ganó un Óscar y un Grammy por la banda sonora de El último emperador (1987), y también ganó dos Globos de Oro por su trabajo de música para cine. Adicionalmente compuso la música para la apertura de los Juegos Olímpicos de Barcelona 1992.
A principios de los años noventa, tuvo una breve reunión con YMO, desempeñando un rol relevante en los movimientos techno y acid house de la época, antes de que se volvieran a separar. Su composición Energy Flow (1999) fue la primera canción instrumental en ser número uno en Japón. Ocasionalmente ha trabajado en animes y música de videojuegos, como compositor y guionista. A finales de los 2000, se reunió nuevamente con YMO, mientras componía música para cine. En 2009, le fue otorgado la Orden de las Artes y las Letras por el ministro de Cultura de Francia por sus contribuciones musicales.

## Biografía

### Primeros años y Yellow Magic Orchestra
Sakamoto ingresó en la Universidad Nacional de Bellas Artes y Música de Tokio en 1970, consiguiendo un título en composición musical y una maestría con énfasis en música electrónica y música étnica. Estudió etnomusicología con la intención de convertirse en un investigador de dicha área, debido a su interés en la música tradicional del mundo, particularmente en la música de Japón (especialmente la música de Okinawa), de la India y la perteneciente a África. Fue entrenado a través de la música clásica y comenzó a experimentar con el equipo de música electrónica de su universidad, incluyendo sintetizadores como el Buchla, Moog y ARP. Una de la influencias clásicas de Sakamoto fue Claude Debussy, a quien describe como su héroe y diciendo que "la música de Asia influenció en gran medida a Debussy, y Debussy me influenció en gran medida a mí, por lo tanto podemos decir que la música gira alrededor del mundo como un círculo."
Después de trabajar como músico de sesión con Haruomi Hosono y Yukihiro Takahashi en 1977, el trío formó la exitosa banda de música electrónica Yellow Magic Orchestra (YMO) en 1978. Son conocidos por ser una gran influencia en la música electrónica, el grupo ayudó al crecimiento de varios  como el electropop/technopop synthpop, música cyberpunk, ambient house, y electrónica. El trabajo de la banda ha influenciado a través de varios géneros, desde el hip hop y el techno hasta el acid house y la música melódica en general.
Sakamoto fue el compositor de varios éxitos de la banda incluyendo, Tong Poo (1978), Technopolis (1979), Nice Age (1980), Ongaku (1983) y You've Got to Help Yourself (1983), y como tecladista en otras canciones, incluyendo éxitos como Computer Game/Firecracker (1978) y Rydeen (1979). También canto para canciones como Kimi ni Mune Kyun (1983).
La composición de Sakamoto Technopolis (1979) es acreditada como una contribución al desarrollo de la música techno, mientras que Behind the Mask (1978), canción synthpop en donde canta a través de un vocoder, tuvo covers de varios artistas como  Michael Jackson y Eric Clapton.

### Carrera como solista
Sakamoto lanzó su primer álbum como solista, Thousand Knives of Ryūichi Sakamoto, a mediados de 1978 con la ayuda de Hideki Matsutake, que posteriormente sería el "cuarto miembro" de la banda Yellow Magic Orchestra, Hosono contribuyó en la canción "Thousand Knives". El álbum experimentó con diferentes estilos, como "Thousand Knives" y "The End of Asia" en donde se fusiona la música tradicional japonesa con la música electrónica, mientras que Grasshopper es una canción de piano más minimalista. El álbum fue grabado desde abril hasta julio de 1978 con una variedad de instrumentos electrónicos, incluyendo sintetizadores como KORG PS-3100, un sintetizador polifónico; Oberheim Eight-Voice, Moog III-C, Polymoog, Minimoog, Micromoog, Korg VC-10, el cual es un vocoder; KORG SQ-10, el cual es secuenciador análogo, Syn-Drums y microprocesador Roland MC-8, el cual es secuenciador que fue programado por Matsutake y tocado por Sakamoto. Una versión de "Thousand Knives" fue publicada por Yellow Magic Orchestra en 1981 en el álbum BGM.
En 1980 Sakamoto publicó el álbum B-2 Unit, el cual es considerado como su "mejor disco" y a su vez es conocido por la canción de música electrónica "Riot in Lagos", la cual es considerada como un ejemplo temprano de la música electro   (electro funk), en donde Sakamoto anticipa los ritmos y sonidos del electro. Dentro de los primeros artistas electro y de hip hop, como Afrika Bambaata y Kurtis Mantronik fueron influenciados por el álbum, especialmente por "Riot in Lagos". Mantronik menciona al disco como la mayor influencia de su grupo de hip hop electro Mantronix. "Riot in Lagos" fue incluida en una recopilación de la banda Playgroup, Kings Of Electro (2007), junto con otras composiciones electro, como "Al-Nafyish"  (1983) de Hashim.
De acuerdo a Dusted Magazine, el  uso de "sonidos aplastados" de música bounce por parte de Sakamoto y ritmos mecánicos fue incorporado posteriormente por el electro temprano y las producciones de hip hop, como Message II (Survival) (1982) de Melle Mel y Duke Bootee; Magic’s Wand (1982), por Whodini y Thomas Dolby;  “Electric Kingdom” (1983) de Twilight 22; y Mantronix: The Album (1985) de Kurt Mantronik. El lanzamiento de "Riot in Lagos" en 1980 fue incluido en 2001 por The Guardian como uno de los 50 eventos principales en la historia de la música dance.
También en 1980, Sakamoto lanzó el sencillo "War Head/Lexington Queen", un disco synthpop y electro experimental, y comenzó una colaboración con David Sylvian, cuando el coescribió y tocó en la canción "Taking Islands In Africa" de la banda Japan. En 1982, Sakamoto trabajo en otra colaboración con Sylvian, un sencillo  titulado Bamboo Houses/Bamboo Music. También colaboró en 1980 con Kiyoshiro Imawano, "Ikenai Rouge Magic", que llegó a la cima de las listas de sencillos de Oricon.
Sakamoto publicó varios álbumes como solista durante la década de los ochenta. Mientras se enfocaba en el uso del piano y los sintetizadores, esta serie de álbumes incluyeron colaboraciones con artistas como David Sylvian, David Byrne, Thomas Dolby, Nam June Paik e Iggy Pop. Sakamoto estaría alternando entre la exploración de diversos estilos musicales ideas y géneros, lo cual se destaca en el álbum Illustrated Musical Encyclopedia, y enfocándose en algún tema en específico, como el movimiento futurista italiano en Futurista (1986). Para la canción Broadway Boogie Woogie, Sakamoto utilizaría muestras de sonido de la película Blade Runner de Ridley Scott junto con un estridente saxofón con estilo technopop.
Así como su carrera comenzó a extenderse fuera de Japón a finales de los años 80, las exploraciones de Sakamoto, influencias y colaboraciones también se desarrollaron. Beauty (1989) incluye una lista de canciones que combina el pop con la música tradicional japonesa y las canciones de Okinawa, así como apariciones de Jill Jones, Robert Wyatt, Brian Wilson y Robbie Robertson. Heartbeat (1991) y Sweet Revenge (1994) incluye colaboraciones de Sakamoto con artistas de nivel mundial como Roddy Frame, Dee Dee Brave, Marco Prince, Arto Lindsay, Youssou N'Dour, David Sylvian e Ingrid Chavez.
En 1995 Sakamoto publicó Smoochy, descrito por el sitio web Sound On Sound como "una excursión a la tierra del easy listening y latino", le siguió el álbum "1996", que presentaba un número de piezas musicales debidamente publicadas y arregladas para piano, violín y chelo. Después de 1996, Sakamoto compuso el trabajo orquestal de una hora titulado "Untitled 01", lanzado como el álbum Discord (1998) y dividido en cuatro partes: "Grief", "Anger", "Prayer" y "Salvation". Sakamoto colaboró principalmente con el guitarrista David Torn y DJ Spooky, la artista Laurie Anderson prestó su voz para la composición, y la grabación fue el resultado de nueve presentaciones del trabajo, grabados durante el tour en Japón. Sakamoto en una entrevista de 1998 explica:

Los temas de Prayer y Salvation vienen de los sentimientos de tristeza y frustración que he expresado en los dos movimientos, acerca del hambre que vive la gente en el mundo, y nuestra incapacidad de ayudarlos. La gente está muriendo, las situaciones políticas, económicas e históricas son complicadas e inertes como para que nosotros que podamos hacer algo al respecto no hagamos nada. Me enojé bastante conmigo mismo. Me pregunté que podía hacer, y debido a que no hay mucho que pueda realizar a un nivel práctico, todo lo que me queda es rezar. Pero no basta con rezar; también tuve que pensar en salvar a esa gente, así que el último movimiento es llamado Salvation. En general de eso trata la pieza.
Sakamoto posteriormente explicaría que en 1998 él no se refería a un enfoque "religioso sino tal vez espiritual" y que "la plegaria es para cualquiera o quien quieras." Sakamoto compuso el trabajo en un mes, durante diciembre de 1996.
El lanzamiento de Sony Classical de "Discord" fue vendido en un jewel case cubierto con una portada de color azul hecha en un empaque metálico, mientras que el CD contenía una pista de video. En 1998 la discográfica Ninja Tune publicó Prayer/Salvation Remixes, el cual incluía remixes de los artistas Ashley Beedle y Andrea Parker de "Prayer" y "Salvation" de "Discord".
El siguiente álbum de Sakamoto, BTTB (1998) un acrónimo para "Back to the Basics", fue parcialmente opacado por la reacción del público hacia el orquestado Discord. El álbum consiste en una serie de piezas originales para piano, incluyendo "Energy Flow" (con éxito en Japón) y un frenético, arreglo para cuatro manos del clásico de Yellow Magic Orchestra "Tong Poo". En el tour BTTB de Estados Unidos, abrió el show presentando un breve set avant-garde DJ bajo el nombre de DJ Lovegroove.
1999 vio el esperado lanzamiento de la "ópera" de Sakamoto LIFE. Se estrenó con siete presentaciones agotadas en Tokio y Osaka. Este ambicioso proyecto multi género y multimedia incluyó colaboraciones de más de 100 artistas incluidos: Pina Bausch, Bernardo Bertolucci, Josep Carreras, Tenzin Gyatso y Salman Rushdie.
Sakamoto después se unió con el chelista Jaques Morelenbaum (un miembro de su trío 1996) y su esposa Paula, en un par de álbumes celebrando el trabajo del pionero de bossa nova Antonio Carlos Jobim. Ellos grabaron su primer álbum, Casa (2001), en su mayoría en el estudio casero de Jobim en Río de Janeiro, con Sakamoto tocando el piano de Jobim. El álbum fue bien recibido, siendo incluido en la lista de los mejores álbumes de 2002 por New York Times.
Sakamoto colaboró con Alva Noto (un alias para Carsten Nicolai) para lanzar Vrioon, álbum en que los clusters tocados por Sakamoto son tratados por Nicolae en un estilo Nico de manipulación digital, involucrando la creación de "micro-loops" y percusión minimalista. Los dos produjeron este trabajo a través de la escucha repetida de las pistas hasta que ambos estuvieran satisfechos con el resultado. Este debut, publicado por el sello discográfico alemán Raster-Noton, fue votado como el disco del año 2004 en la categoría electrónica por la revista británica The Wire. Posteriormente lanzaron Insen (2005), producido de manera similar a Vrioon, este álbum de cierta manera es más restringido y minimalista.
Mientras tanto Sakamoto continúa en la creación de música para cualquier contexto: en 2005, la compañía de manufactura celular finlandesa Nokia contrató a Sakamoto para componer el timbre y los tonos de alerta para su celular Nokia 8800. La reciente reunión con sus compañeros de YMO, Hosono y Takahashi, causó revuelo en la prensa japonesa. Lanzaron el sencillo "Rescue" en 2007 y un DVD "HAS/YMO" en 2008. El más reciente álbum de Sakamoto, Out Of Noise, fue publicado el 4 de marzo de 2009 en Japón. En julio de 2009 a Sakamoto le fue otorgada la Orden de las Artes y las Letras por la embajada de Francia en Tokio.

### Carrera como productor
Las producciones que ha realizado Sakamoto representan una carrera prolífica en este rol. En 1983 produjo el álbum debut de Mari Iijima, Rosé, el mismo año que Yellow Magic Orchestra se separó. Subsecuentemente Sakamoto trabajo con otros artistas como Thomas Dolby; Aztec Camera, en el álbum Dreamland (1993); y Imaj Miki, coproduciendo el disco de 1994 A Place In The Sun.
Frame, quien trabajó con Sakamoto bajo el nombre de Aztec Camera, explicó en una entrevista en 1993 previa al lanzamiento de Dreamland que necesitó esperar un largo periodo de tiempo antes de poder trabajar con Sakamoto, quien escribió dos soundtracks, un álbum y la música para la ceremonia de apertura de los Juegos Olímpicos de Barcelona 1992, antes de trabajar con Frame alrededor de cuatro semanas en Nueva York. Frame explicó que se impresionó por su trabajo en YMO y con la banda sonora de Merry Christmas Mr Lawrence, diciendo: "Es donde te das cuenta de que la atmósfera alrededor de sus composiciones se encuentra en su creación, no tiene nada que ver con los sintetizadores". Finalmente decidió preguntarle a Sakamoto después de ver una de sus presentaciones en un festival japonés llevado a cabo en Londres. Acerca de la experiencia de grabar con Sakamoto, Frame mencionó:

Él tiene la reputación de ser un "cerebrito", un profesor de música que se sienta enfrente de la pantalla de una computadora. Pero él es más intuitivo que eso, siempre trata de corromper lo que conoce. A mitad de un día de trabajo en el estudio, él se detiene a escuchar un poco de hip hop o algo de house por 10 minutos, después regresa a lo que estaba haciendo. Él siempre trata de despejarse de esa manera, y descubrir nuevas cosas. Justo antes de que trabajáramos juntos él estuvo en Borneo, creo que con una grabadora buscando nuevos sonidos.

### Compositor para películas y actor
Los aficionados al cine puedan reconocer a Sakamoto principalmente por su trabajo en la banda sonora de dos películas de Nagisa Oshima: Feliz Navidad, Mr. Lawrence (1983), incluyendo el tema principal y el dueto Forbidden Colours con David Sylvian, y el filme de Bernardo Bertolucci El último emperador (1987), que lo llevaría a conseguir un Óscar con sus compañeros David Byrne y Cong Su. Durante el mismo año él compuso la banda sonora de película anime de culto Royal Space Force: The Wings of Honnêamise.
El frecuente colaborador, David Sylvian, contribuyó a la voz principal de "Forbidden Colours", el tema principal Feliz Navidad, Mr. Lawrence, el cual fue un éxito menor. 16 años después, la composición resurgió como una canción dance titulada "Heart of Asia" (por el grupo Watergate).
Otros filmes en los que Sakamoto compuso la banda sonora fueron The sheltering sky (1990) de Bernardo Bertolucci por la que recibió el premio a mejor banda sonora del año concedido por la Asociación de Críticos de Los Ángeles, Tacones lejanos (1991) de Pedro Almodóvar, Pequeño Buda (1993) también de Bertolucci, Wild Palms (1993) de Oliver Stone, Love Is the Devil: Study for a Portrait of Francis Bacon (1998) de John Maybury, Snake Eyes (1998) y Femme Fatale (2002) de Brian De Palma; Gohatto (1999) de Oshima, una canción para la película Dhobi Ghat (2011) de Kiran Rao,Hara-kiri: Muerte de un samurai (2011) de Takashi Miike, El renacido (2005) de Alejandro González Iñárritu, El fotógrafo de Minamata (2020) de Andrew Levitas, y Monstruo (2023) de Hirokazu Koreeda. Él también compuso la música para la ceremonia de apertura de los Juegos Olímpicos de Barcelona 1992, evento transmitido a más de mil millones de espectadores.
Varias de las canciones de los primeros álbumes como solista de Sakamoto han aparecido en la banda sonora de algunas películas. En particular, variaciones de "Chinsagu No Hana" (de Beauty) y "Bibo No Aozora" (de 1996) utilizada para el cierre de las historias Japanese Story (2003) de Sue Brooks y Babel (2006) de Alejandro González Iñárritu respectivamente.
Sakamoto ha actuado en varios filmes: su actuación más notable fue en el conflictuado Capitán Yonoi en Feliz Navidad, Mr. Lawrence, junto con Takeshi Kitano y el cantante de rock británico David Bowie. Hizo algunos papeles en El último emperador (como Masahiko Amakasu) y en video musical de Madonna, Rain.

## Otros trabajos
En 1993 participó en el papel de director del video Rain de Madonna.
En 1998 el etnomusicólogo italiano Massimo Milano publicó Ryuichi Sakamoto. Conversazioni a través de Padova, Arcana. Las tres ediciones del libro fueron publicadas en italiano.
En 2013, Sakamoto fue seleccionado como miembro del jurado en el 70.º Festival Internacional de Cine de Venecia. El jurado calificó 20 películas y fue representado por el director Bernardo Bertolucci.

## Activismo
Sakamoto fue miembro de la organización antinuclear Stop Rokkasho y ha demandado la clausura de la Central nuclear de Hamaoka. en 2012, él organizó el concierto No Nukes 2012 en el que se presentaron 18 bandas, en las que se encuentran Yellow Magic Orchestra y Kraftwerk.

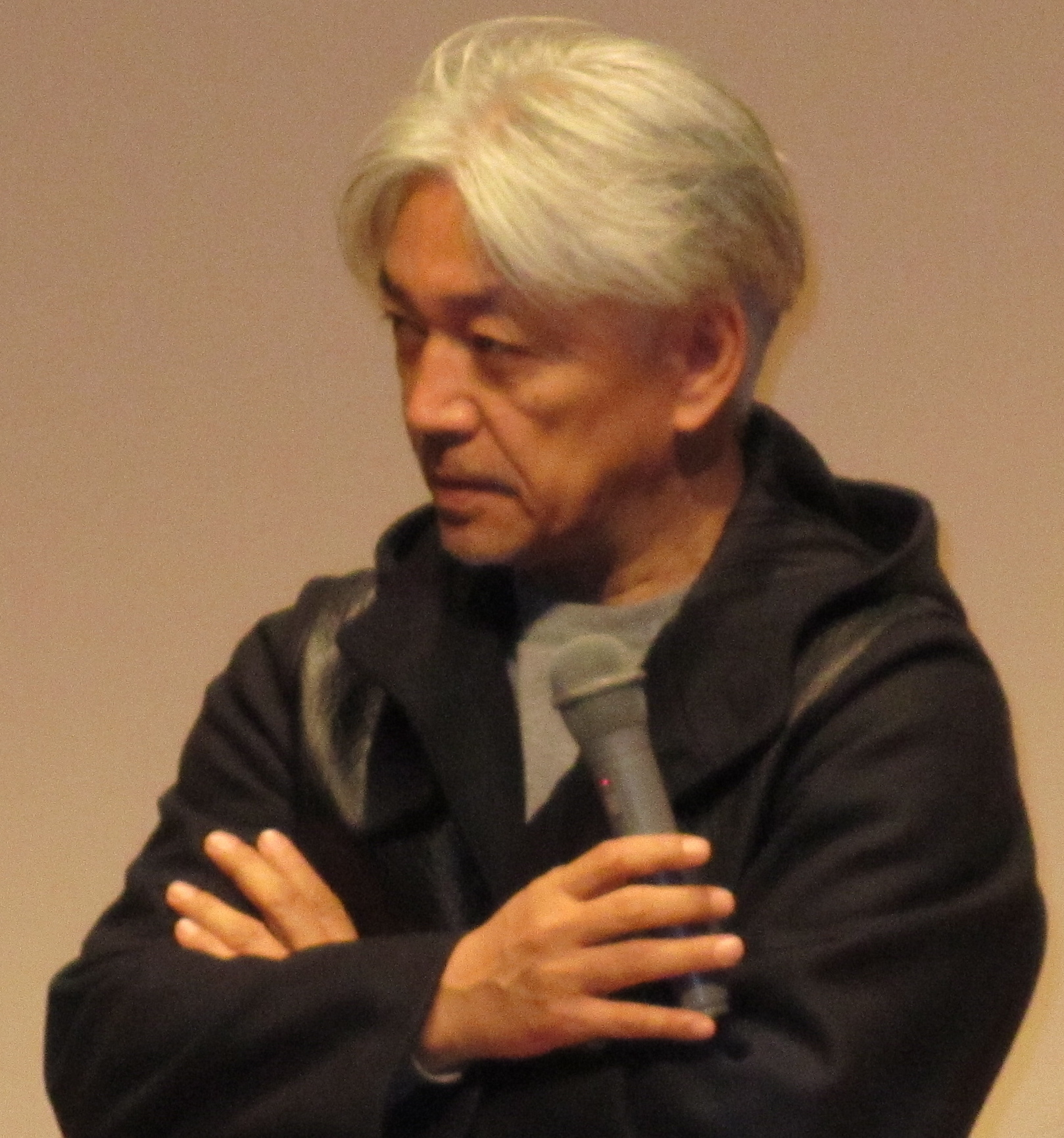
Ryuichi Sakamoto en el tercer aniversario de Independent Web Journal SYMPOSION IV en Grand Hall(Shinagawa, Japón) el 22 de diciembre de 2013.

Sakamoto también fue conocido como un crítico de los derechos de autor, argumentando en 2009 que es una medida anticuada para la era de la información. El argumento que "en los últimos 100 años, un puñado de organizaciones han dominado el mundo de la música y han separado a los fans de los creadores" y que "con el Internet estamos regresando a tener actitudes tribales hacia la música."
Sakamoto fue colaborador y fundador de ap bank, ONG enfocada a la conservación de la naturaleza y el apoyo a pequeños empresarios.

### Commmons
En 2006, Sakamoto, en colaboración con la compañía independiente más grande de Japón Avex Group, fundó Commmons (コモンズ Komonzu?), un sello discográfico que busca cambiar la manera en que la música es producida. Sakamoto explicó que Commmons no es un sello discográfico, sino es una plataforma para inspirar a todos los artistas a unirse como colaboradores por igual, para compartir los beneficios de la industria de la música. Dentro del sitio web se explica que el nombre de "Commmons" se escribe con tres "m", porque la tercera "m" significa música.

## Premios
Sakamoto ha ganado un gran número de reconocimientos debido su trabajo como compositor de bandas sonoras, comenzando con la banda sonora para Feliz Navidad, Mr. Lawrence (1983) que lo llevó a ganar el BAFTA a la mejor música original. su reconocimiento más grande fue por la música del filme El último emperador (1987), que le permitió ganar el Óscar a la mejor banda sonora, un Globo de Oro a la mejor banda sonora y un Grammy al mejor álbum de banda sonora para película, televisión u otro medio visual, así como una nominación a un premio BAFTA.
La música para The Sheltering Sky (1990) le permitió ganar su segundo Globo de Oro, y la banda sonora para Pequeño Buda (1993) recibió una nominación para un Grammy. En 1997, su colaboración con Toshio Iwai, Music Plays Images X Images Play Music, fue premiada con el Golden Nica, el Gran Premio de la competencia de Prix Ars Electronica. el también contribuyó al Óscar para la banda sonora de la película Babel (2006) varias piezas de música, incluyendo el tema de cierre "Bibo no Aozora". En 2009,  le fue otorgada la Orden de las Artes y las Letras por el ministro de cultura de Francia por sus contribuciones musicales.
El video musical para "Risky", escrito y dirigido por Meiert Avis, ganó el primer "Premio de MTV al vídeo más experimental". El video explora al filósofo transhumanista FM-2030, enfocándose en las ideas de "nostalgia por el futuro", adaptándolas en forma de un amor imaginario entre un robot y una de las modelos de Man Ray en París a finales de los años 30. Adicionalmente toma como inspiración a Jean Baudrillard, Edvard Munch con su pintura painting  "Puberty" (1894), y Roland Barthes con "Death of the Author". El vídeo surrealista blanco y negro utiliza stop motion, dibujos con luces, y otros defectos antiguos con técnicas de cámara. Meiert Avis grabó camoton mientras trabajaba en la partitura para El Último Emperador en Londres. Sakamoto también aparece en el vídeo dibujando palabras y mensajes hacia la cámara. Iggy Pop, quien interpreta la voz en "Risky", decidió no aparecer en el vídeo, permitiendo que su papel fuera interpretado por el robot surrealista.
Sakamoto ganó el Premio Pine de Oro (Logro por carrera) en el 2003 en el Festival de Música de Cine de Samobor, junto con Clint Eastwood y Gerald Fried.

## Vida personal
El primero de los matrimonios de Sakamoto fue en 1972, pero terminó en divorcio después de dos años. Posteriormente se casó con la popular pianista japonesa y cantante Akiko Yano en 1982, después de varias colaboraciones musicales con ella, incluyendo giras con Yellow Magic Orchestra. El segundo matrimonio de Sakamoto terminó en agosto de 2006. Yano y Sakamoto tienen una hija nacida en 1980, la cantante de J-pop, Miu Sakamoto.
En 2017 se estrenó el documental Ryuichie Sakamoto: CODA, del director Stephen Nomura Schible, filmado en un lapso de cinco años, donde se lo puede ver al compositor japonés grabando en un piano que había sobrevivido al tsunami provocado por el terremoto que también ocasionó desastres en la central nuclear de Fukushima y llevando a cabo un concierto en un refugió para las víctimas. El film también lo acompaña durante su enfermedad de cáncer de garganta y lo muestra en su estudio grabando la banda sonora de The Revenant.

### Salud
El 10 de julio de 2014, Sakamoto reveló que fue diagnosticado con cáncer orofaríngeo, lo que lo llevó a cancelar los conciertos que tenía previstos durante este año para tratar su enfermedad.
El 21 de enero de 2021, Sakamoto compartió un enlace en su página oficial que había sido diagnosticado de cáncer colorrectal. Dicha enfermedad le quitó la vida el 28 de marzo de 2023, a los 71 años.

## Discografía

### Álbumes de estudio
Varios de los álbumes existen en dos versiones, la versión original japonesa y la versión internacional, cada uno con diferencias en el listado de las canciones.
- Thousand Knives (1978)
- Tokyo Joe]' (1978, con Kazumi Watanabe, mas una recopilación que un álbum, incluyendo mezclas alternativas de Thousand Knives a Y del álbum de la banda Kylyn de Watanabe)
- Summer Nerves (1979, con The Kakutogi Session)
- B2-Unit (1980)
- Left-Handed Dream (1981) (Con diferencias en el listado de las canciones entre la versión japonesa y la versión internacional)
- The Arrangement (1982, con Robin Scott) (originalmente lanzado como un EP, y después expandido a un álbum completo con los sencillos)
- The End of Asia (1982, con Danceries)
- Ongaku Zukan (1984) con el sencillo Replica (la versión internacional de 1986 se titula Illustrated Musical Encyclopedia, y tiene un diferente listado de canciones)
- Esperanto (1985)
- Futurista (1986)
- Coda (1986)
- Neo Geo (1987)
- Playing the Orchestra (1989)
- Undo #1 (1989)
- Beauty (1989)
- Heartbeat (1991)
- Benedict Beauty (1992)
- Soundbytes (1994, Una recopilación de canciones grabadas en el periodo de 1981–1986)
- Sweet Revenge (1994)
- Smoochy (1995)
- 1996 (1996)
- Discord (1997)
- BTTB (1999)
- Cinemage (1999)
- Intimate (1999, con Keizo Inoue)
- L I F E (2000)
- In The Lobby
- Cómica (2002)
- Elephantism (2002)
- Moto.tronic (2003, Una recopilación de canciones grabadas entre 1983 & 2003)
- Love (2003)
- Chasm (2004)
- /04 (2004)
- /05 (2005)
- Cantus omnibus unus; for mixed or equal choir (2005)
- Bricolages (2006)
- Out of Noise (2009)
- Playing the Piano (2009)
- Three (2013)
- Async (2017)
- 12 (2023)

### Bandas sonoras y música para eventos
- Merry Christmas Mr. Lawrence (1983, ganó un BAFTA, Milan Records 399 703-2)
- Works I – CM (lanzado en 2002, incluye trabajos de comisiones de 1981–1984)
- Koneko Monogatari (A Kitten's Story) (1986)
- Royal Space Force: The Wings of Honneamise] (Ôritsu uchûgun Oneamisu no tsubasa) (1987)
- The Last Emperor (1987) (Ganó un Oscar, Grammy, Globo de Oro)
- Fantasy of Light and Life (1989)
- Black Rain (1989) – que incluye la canción "Laserman"
- Tengai Makyō (1989)[50] – video game
- The Sheltering Sky (1990) (ganó un Globo de Oro)
- El cuento de la criada (película)

### Con Morelenbaum²
- Casa (2001)
- A Day in New York (2003)

### Con Carsten Nicolai, como alva noto + ryuichi sakamoto
- Vrioon (CD, 2002)
- Insen (CD, 2005)
- Revep (CD EP, 2006)
- Insen Live (DVD, 2006)
- Utp (CD+DVD, 2008, con Ensemble Modern)
- Summvs (CD, 2011)

### Con Fennesz
- Sala Santa Cecilia (2005, live EP)
- Cendre (2007)
- Flumina (2011)

### Otras colaboraciones
- Geisha Girls: The Geisha Girls Show (1995, incluye a Sakamoto como productor)
- Japan: Gentlemen Take Polaroids (1980, incluye a Sakamoto como escritor de la canción Taking Islands In Africa)
- Mari Iijima: Rose (1983, producida por Sakamoto)
- David Sylvian: Brilliant Trees (1984, incluye a Sakamoto en el piano/sintetizadores en tres pistas)
- David Sylvian: Alchemy: An Index of Possibilities (1985, incluye a Sakamoto en el piano y cuerdas en una pista)
- Thomas Dolby:  Fieldwork (1985, escrita por Sakamoto y Thomas Dolby, incluye a Thomas Dolby en las voces)
- Yukiko Okada: "Kuchibiru Network" (1986, compuesta por Sakamoto, escrita por Seiko Matsuda)
- Public Image Ltd: "Album" (1986, incluye a Sakamoto en cuatro pistas)
- David Sylvian: Secrets of the Beehive (1987, incluye a Sakamoto en las 10 pistas)
- David van Tieghem: Safety in Numbers (1989, incluye a Sakamoto en los teclados de dos pistas)
- Hector Zazou: Sahara Blue (1992, incluye a Sakamoto en el piano en cuatro pistas)
- Hector Zazou: Strong Currents (2003, incluye a Sakamoto en el piano)
- Aztec Camera: Dreamland (1993, producido por Roddy Frame)
- Holly Johnson: Love And Hate (1994, incluye a Johnson en las voces)
- Arto Lindsay: O Corpo Sutil (1996, incluye a Sakamoto en cuatro pistas)
- Red Hot + Rio, produced by the Red Hot Organization: É Preciso Perdoar (1996, dueto de Cesária Évora y Caetano Veloso, incluye a Sakamoto en teclados)
- David Sylvian: Dead Bees on a Cake (1999, incluye a Sakamoto en siete pistas)
- David Sylvian: Everything and Nothing (2000, incluye a Sakamoto en nueve pistas)
- M-Flo: Astromantic (2004, incluye a Sakamoto en una pista)
- Señor Coconut: Yellow Fever! (2006, incluye a Sakamoto en una pista)
- Willits + Sakamoto: Ocean Fire (2007, con Christopher Willits)
- Willits + Sakamoto: Ancient Future (2012, con Christopher Willits)
- Les Nouvelles Polyphonies Corses: Les Nouvelles Polyphonies Corses (incluye a Sakamoto en el piano y voces secundarias)
- Ayuo: Memory Theatre (incluye a Sakamoto en dos pistas)
- Rodrigo Leão: "Cinema" (incluye a Sakamoto en una pista)
- Natalie Beridze TBA : "Blue Shadow", Forgetfulness 2011 (Tapón Natalie Beridze/Sakamoto)
- Agust D: "Snooze", del álbum D-Day 2023, con participación adicional de Kim Useong de la banda surcoreana The Rose.

## Premios y distinciones
Premios Óscar
| Año  | Categoría          | Película            | Resultado |
| ---- | ------------------ | ------------------- | --------- |
| 1988 | Mejor banda sonora | El último emperador | Ganador   |

Premios LAFCA
| Año  | Categoría               | Película           | Resultado |
| ---- | ----------------------- | ------------------ | --------- |
| 1990 | Mejor partitura musical | El cielo protector | Ganador   |